# Technische Nothilfe

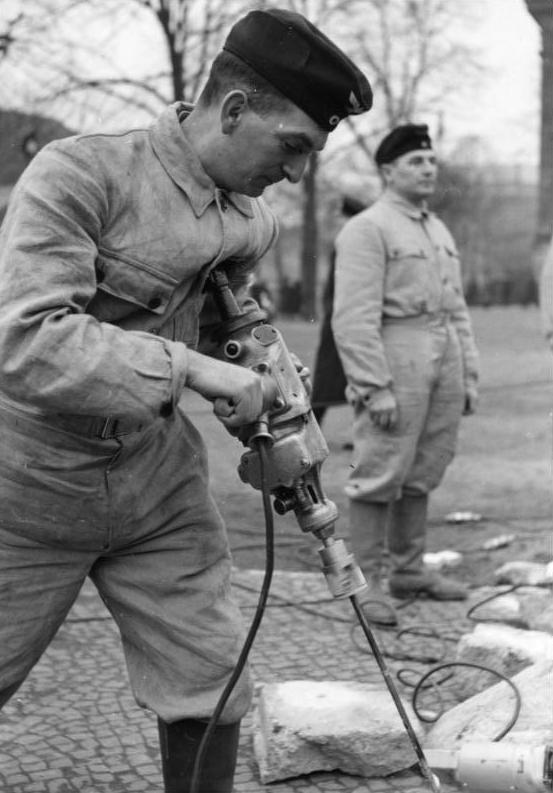
Militanti della Technische Nothilfe impiegati in una parata dimostrativa a Berlino nel 1939.

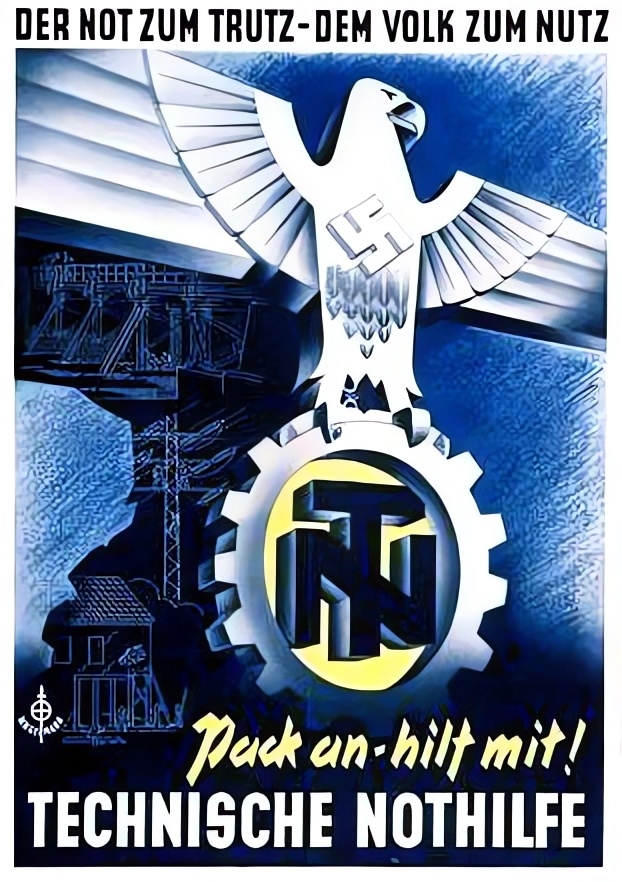
Manifesto di propaganda della Technische Nothilfe

La Technische Nothilfe (abbreviato in TN, TeNo, TENO; letteralmente: "Assistenza tecnica di emergenza") fu un'organizzazione ausiliaria volontaria di stampo paramilitare tedesca . Nata dopo la prima guerra mondiale in qualità di squadra volontaria adibita ad assicurare i servizi fondamentali in caso di sciopero, si evolvette rapidamente in un'unità di stampo paramilitare vicina agli ambienti della destra nazionalista . Durante il periodo nazista, la Technische Nothilfe divenne responsabile della protezione civile tedesca.

## Altri progetti

Stendardo del comandante della Technische Nothilfe